# Convent de la Santíssima Trinitat (Càlig)
El Convent de la Santíssima Trinitat de Càlig, a la comarca del Baix Maestrat, és un convent datat del segle XX que se situa dins del nucli de població de Càlig. Està catalogat de manera genèrica com Bé immoble de rellevància local, amb codi: 12.03.034-004.

## Història
EL Convent de la Santíssima Trinitat de Càlig es va fundar en 1905 quan la Mare Margarida es va instal·lar en l'actual convent, situat en el que es coneixia en aquests moments com “Raval dels Socors”, en el mes de juliol d'aquest any, juntament amb tres germanes més que formaven part d'aquest nou nucli conventual. L'ordre de la Santíssima Trinitat és una família religiosa que va tenir com a fundador a Joan de Mata (1154-1213), amb la finalitat d'acollir a les seves “cases” a gent necessitada i especialment a rescatar a captius cristians.
Durant un temps el convent es dedicava a l'ensenyament de les primeres lletres dels nens i nenes de Calig, i a altres tasques, de les quals en l'actualitat queden poques com el rentatge i emmidonat de roba o la fabricació de productes alimentaris.

## Descripció
El convent presenta una sòbria façana d'estil neogòtic, que presenta una escassa decoració consistent en plafons de pedra d'on sobresurten les portes i finestres, que apareixen rematades amb arc de mig punt i maons vermells. En el seu conjunt l'estil del convent és eclèctic, ja que combina diferents estils.
Té una església de petites dimensions i estructura senzilla. Es va acabar de construir en 1909 (data que indica una placa situada al fons de l'església), presenta una sola nau amb diverses capelles laterals que estan comunicades entre si, de dimensions tan reduïdes que més que capelles semblen fornícules. En el costat dret estan les dedicades a: Santa Agnès (Patrona de l'ordre) i la de Santa Cecília (imatge propietat de la banda de música de la població i patrona dels músics). En el costat esquerre: un Jesús Natzarè (un dels passos de la població, de Setmana Santa),  Sant Josep i un confessionari.
A més l'església presenta dos cors, un d'alt, construït al mateix temps que l'església i un altre baix, de posterior construcció i separat per una reixa de ferro, que va ser col·locada com a testimoniatge de clausura. L'espai es divideix en diverses crugies; les portes d'entrada (presenta dues entre les quals s'ha incrustat, recentment, un quadre de taulells amb l'escut original de l'ordre), la nau, el presbiteri, les sagristies i els cors.
El cos format pel presbiteri (que presenta coberta en volta, presenta l'únic retaule datat en la dècada dels anys 40, obra de Daniel Chillida, amb una imatge de la Santíssima Trinitat d'autor desconegut) correspon a l'antiga capella del Sant Sepulcre que va ser cedida al convent pel Bisbe de Tortosa, mentre que la part del pòrtic (part més antiga del convent) i les sagristies van ser cedides per l'ajuntament.
L'església va sofrir una intervenció en 1992 consistent en una restauració completa.